# SMS Thüringen

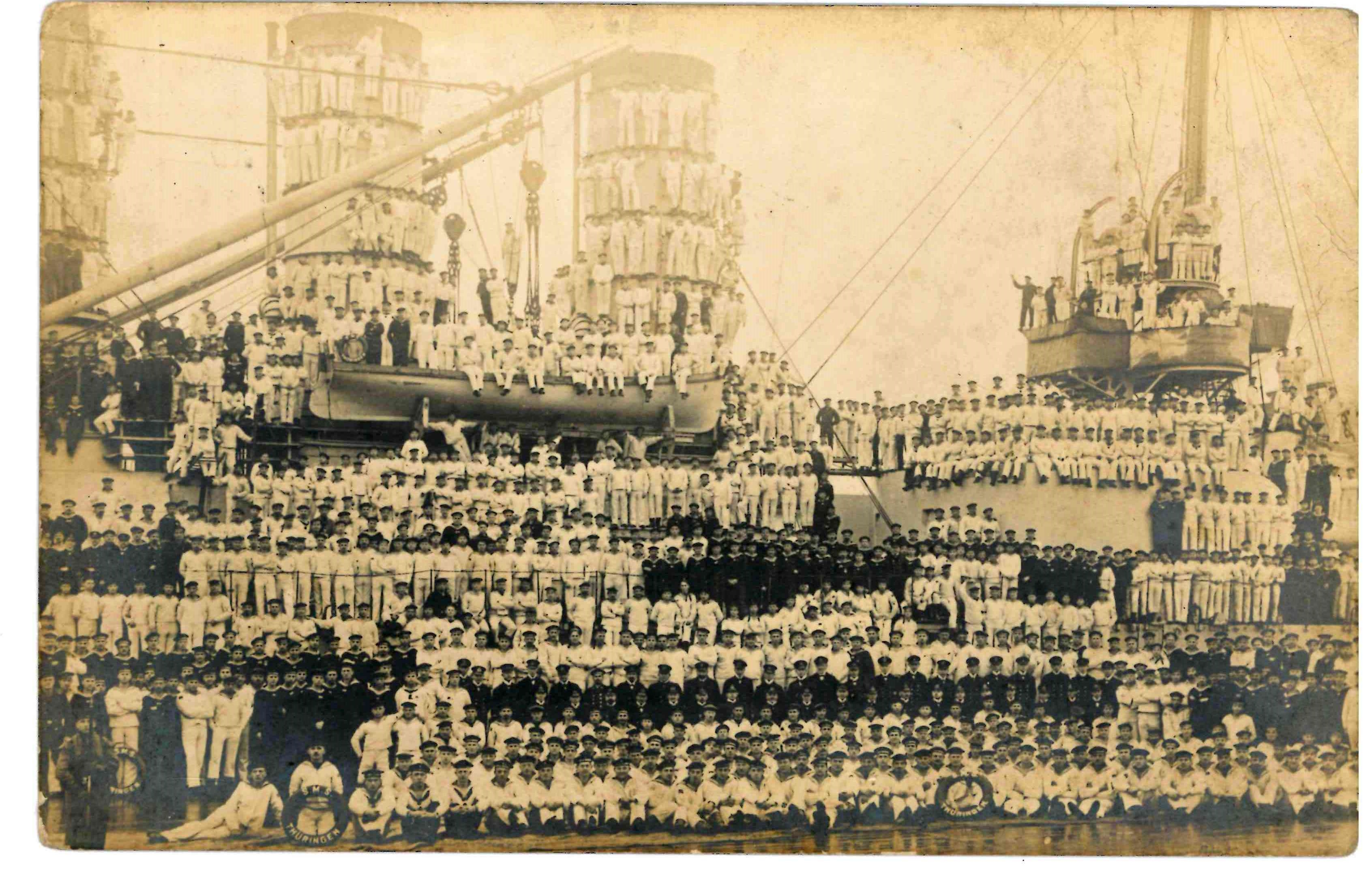
L'equipaggio della SMS Thuring, raffigurato in una cartolina degli inizi del '900.-

La SMS Thüringen fu la terza nave da battaglia della classe Helgoland della Kaiserliche Marine. Lo scafo della Thüringen fu impostato nel novembre 1908 presso i cantieri navali AG Weser di Brema, varata nel 27 novembre 1909, entrò in servizio il 1º luglio 1911. La nave era dotata di dodici cannoni da 305 mm (12,0 pollici) in sei torrette binate, ed poteva sviluppare una velocità massima di 21 nodi (39 km/h). La Thüringen fu assegnata al I. Geschwader (Iª squadra da battaglia) della Hochseeflotte per la maggior parte del suo servizio compresa la prima guerra mondiale.
Insieme alle altre tre navi della classe, la SMS Helgoland, la SMS Ostfriesland e la SMS Oldenburg, la Thüringen partecipò alla maggior parte delle azioni navali tedesche della prima guerra mondiale nel Mare del Nord contro la Grand Fleet. Tra cui la Battaglia dello Jutland del 31 maggio e del 1º giugno 1916, il più grande scontro navale del conflitto. La Thüringen fu coinvolta nei violenti scontri notturni nello Jutland, compresa la distruzione dell'incrociatore corazzato HMS Black Prince. Partecipò anche alle operazioni tedesche contro la marina imperiale russa nel Mar Baltico, in particolare l'inconcludente prima incursione nel Golfo di Riga nell'agosto 1915.
Dopo il collasso della Germania nel novembre 1918, la maggior parte della Hochseeflotte fu internata a Scapa Flow mentre si discutevano le condizioni di resa degli imperi centrali. Invece quattro navi della classe Helgoland furono lasciate in Germania e non furono affondate durante l'Autoaffondamento della flotta tedesca a Scapa Flow. La Thüringen e le sue pari classe furono in seguito cedute agli Alleati come compensazione dei danni bellici; La Thüringen fu ceduta alla Francia nell'aprile 1920 aed usata come nave-bersaglio dalla marina francese. Fu affondata al largo di Gâvres e demolita in situ nel periodo 1923–1933, lasciando alcune sezioni della nave ancora sul fondale.

## Costruzione
La Thüringen fu ordinata dalla Kaiserliche Marine con la denominazione provvisoria Ersatz Beowulf,come sostituta della corazzata costiera SMS Beowulf. Il contratto per la costruzione della nave fu vinto dal cantiere AG Weser di Brema che gli assegnò la numerazione di cantiere 166. I lavori sullo scalo del cantiere iniziarono il 2 novembre 1908 e la nave fu varata il 27 novembre 1909. Fu battezzata dalla duchessa Adelheid von Sachsen-Altenburg, e il granduca Guglielmo Ernesto di Sassonia-Weimar-Eisenach tenne il discorso cerimoniale. L'allestimento, comprendente il completamento delle sovrastrutture e l'installazione dell'armamento, durò fino al giugno 1911. Finito l'allestimento, gli furono fissati sei pontoni galleggianti allo scafo per aumentarne il galleggiamento e permettere il suo tonneggio lungo il fiume Weser fino al Mare del Nord. La Thüringen, che porta il nome dello stato tedesco di Turingia, entrò in servizio nella Hochseeflotte il 1 giugno 1911, poco meno di tre anni dopo l'inizio dei lavori.
La nave aveva una lunghezza fuori tutto di 167,2 m, era alta 28,5 m, aveva un pescaggio di 8,94 m e dislocava 24.700 t a pieno carico. Era propulsa da tre motori a vapore a quattro cilindri a tripla espansione, alimentati da quindici caldaie. I motori sviluppavano di progetto 22.000 hp teorici e permettevano una velocità massima di 21 nodi. La Thüringen trasportava 3.200 t di carbone, che gli consentivano un'autonomia di 5.500 miglia alla velocità di 10 nodi. Dopo il 1915 le caldaie furono modificate per poter bruciare anche nafta; la nave era in grado di trasportare 197 t di nafta, dopo le modifiche.
La Thüringen era dotata di una batteria principale composta da dodici cannoni 30,5 cm SK L/50 in sei torrette binate poste secondo uno schema esagonale. L'armamento secondario era costituito da quattordici cannoni 15 cm SK L/45 ed altrettanti 8,8 cm SK L/45. Dopo il 1914, due delle armi da 8,8 cm furono rimpiazzate con due cannoni pari calibro antiaerei. Thüringen era anche dotata di sei tubi lanciasiluri da 50 cm; uno a prua, uno a poppa e uno su ogni bordo a centronave. La protezione di murata era spessa 300 mm, come quella delle torrette. Il ponte era spesso 63,5 mm.

## Servizio
Dopo l'entrata in servizio del 1º luglio 1911, Thüringen condusse le prove in mare, che furono completate il 10 settembre. Il 19 settembre fu assegnata al I. Geschwader della Hochseeflotte. Iniziò a sostenere delle esercitazioni come singola nave seguite da esercitazioni di squadra con il I. Geschwader che furono seguite da quelle di flotta con l'intera flotta tedesca del Mare del Nord in novembre. La crociera estiva annuale di luglio e agosto, che raggiungeva solitamente le coste norvegesi, fu interrotta dalla Crisi di Agadir, e fu condotta nel Mar Baltico. La Thüringen seguì un programma di esercitazioni individuali, di squadra e di flotta per i due anni seguenti. Nell'ottobre 1913, William Michaelis divenne il comandante della nave; incarico che mantenne fino al febbraio 1915.
La crociera estiva annuale in Norvegia iniziò il 10 luglio 1914. Durante l'ultima, in tempo di pace, crociera della flotta, vennero condotte delle manovre nello Skagerrak prima di dirigersi verso i fiordi norvegesi il 25 luglio. Il giorno dopo la flotta tornò in Germania a causa dell'ultimatum alla Serbia. Il 27, l'intera flotta si riunì al largo di Skudenes prima di tornare nei porti, dove rimase in stato di mobilitazione. La guerra tra l'Austria-Ungheria e la Serbia iniziò il 28, e, nel giro di una settimana, le principali potenze europee erano in guerra. Il 29 luglio la Thüringen ed il resto del I.Geschwader erano di ritorno a Wilhelmshaven. Nel primo anno di guerra, il pastore luterano Martin Niemöller fece parte dell'equipaggio della Thüringen come ufficiale.

### Prima guerra mondiale

La posizione reciproca delle flotte in campo la mattina del 16 dicembre

La Thüringen partecipò alla prima sortita della Hochseeflotte nel Mare del Nord che fu organizzata per il 2–3 novembre 1914, senza, però, incontrare forze britanniche. Una seconda fu effettuata il 15–16 dicembre, questa fu la prima di una serie di azioni programmate dall'ammiraglio Friedrich von Ingenohl, comandante della Hochseeflotte, in base ad una strategia che, utilizzando gli incrociatori da battaglia del I. Aufklärungsgruppe (I gruppo da ricognizione) agli ordini del contrammiraglio Franz von Hipper per bombardare le coste inglesi, voleva attirare parti della Grand Fleet per annientarle con la forza dell'intera flotta tedesca. All'alba del 15 dicembre la flotta tedesca lasciò il porto per bombardare i porti inglesi di Scarborough, Hartlepool e Whitby. La flotta da battaglia tedesca composta da dodici dreadnought — tra cui la Thüringen e le sue tre pari classe — ed otto pre-dreadnought arrivarono a sole 10 miglia da una squadra isolata di sei navi da battaglia britanniche. I combattimenti notturni fra le squadre di cacciatorpediniere avversari in ricognizione persuasero von Ingenohl di aver di fronte l'intera Grand Fleet. Per ordini diretti del Kaiser Guglielmo II di Germania, von Ingenohl non doveva rischiare l'integrità della flotta, quindi decise di disimpegnarsi e tornare verso i porti tedeschi.
Nella successiva battaglia di Dogger Bank, il 24 gennaio 1915, dove la squadra di incrociatori da battaglia di Beatty (1st Battlecruiser Squadron) insieme a quella del contrammiraglio Archibald Moore (2nd Battlecruiser Squadron) tesero un agguato al I. Aufklärungsgruppe (I gruppo da ricognizione) di Hipper La Thüringen ed il resto del I. Geschwader furono inviati in soccorso degli incrociatori da battaglia tedeschi in difficoltà; Il I. Geschwader lasciò il porto alle 12:33 CET, il I. Geschwader lasciò il porto alle 12:33 CET, insieme alle pre-dreadnought del II. Geschwader. Non arrivarono in tempo e non riuscirono ad intercettare le forze britanniche. Per le 19:05, la flotta era di nuovo a Wilhelmshaven. Nel frattempo, l'incrociatore corazzato SMS Blücher era stato distrutto ed affondato dal tiro congiunto delle navi britanniche, mentre l'incrociatore da battaglia SMS Seydlitz era stato gravemente danneggiato dall'incendio della santabarbara di una delle torrette. A seguito di queste perdite, Il Guglielmo II di Germania rimosse, il 2 febbraio, von Ingenohl e mise a capo della flotta l'ammiraglio Hugo von Pohl.
Le otto navi del I. Geschwader furono inviate nel Mar Baltico il 22 febbraio 1915 per una missione di addestramento, che si protrasse fino al 13 marzo. Tornate nel Mare del Nord, le navi parteciparono ad una serie di infruttuose sortite, il 29–30 marzo, il 17–18 aprile, il 21–22 aprile, il 17–18 maggio ed il 29–30 maggio. La Thüringen ed il resto della flotta rimasero quasi completamente ferme fino al 4 agosto, quando il I. Geschwader tornò nel Baltico per un'altra missione di addestramento. Da qui, la squadra fu inviata a far parte alla task force inviata per appoggiare le operazioni tedesche nel Golfo di Riga dell'agosto 1915 La flotta, sotto il comando del vice-ammiraglio Hipper, era composta da le quattro navi da battaglia della classe Helgoland, le quattro navi da battaglia della classe Nassau, e i tre incrociatori da battaglia Moltke, Von der Tann, e Seydlitz, oltre al naviglio minore di scorta. Gli obiettivi erano la distruzione delle forze navali russe dell'area, inclusa la corazzata Slava e, con il posamine Deutschland, bloccare l'entrata dello stretto di Irben (accesso meridionale al Golfo di Riga) con un campo di mine. Thüringen e la maggior parte delle grandi navi da battaglia, rimasero fuori dal golfo di Riga per tutta la durata delle operazioni, per intercettare eventuali interventi esterni della flotta russa. Le due navi da battaglia SMS Nassau e SMS Posen furono inviate, il 16 agosto, per cercare di affondare la Slava, ma, senza successo. Dopo tre giorni, i campi di mine russi erano stati bonificati, ed il 19 agosto la flotta tedesca entrò nel golfo, ma essendo stata comunicata l'attività dei sottomarini alleati nel Golfo, la flotta si ritirò il giorno seguente. Per il 26 agosto, il I. Geschwader fece ritorno nella base di Wilhelmshaven.
Il 23–24 ottobre, la Hochseeflotte eseguì l'ultima sortita al comando di von Pohl, che si concluse senza aver incontrato la flotta britannica. Nel gennaio 1916 una grave malattia aveva debilitato von Pohl fino a renderlo inabile al servizio, conseguentemente fu sostituito dal viceammiraglio Reinhard Scheer. Scheer propugnò una condotta più aggressiva per forzare il confronto con la Grand Fleet; ottenne l'approvazione del Kaiser in febbraio. La prima sortita condotta da Scheer fu una sortita nel Mare del Nord il 5–7 marzo, seguita da altre due il 21–22 marzo ed il 25–26 marzo. Nella missione successiva, la Thüringen fu assegnata alla flotta di supporto per l'azione di bombardamento del 24 aprile 1916, condotta dalla squadra di incrociatori da battaglia tedeschi. Gli incrociatori da battaglia lasciarono l'estuario del Jade alle 10:55 del 24 aprile, mentre il resto della Hochseeflotte seguì alle 13:40. l'incrociatore da battaglia SMS Seydlitz urtò una mina nella fase di avvicinamento alla costa inglese e dovette ritirarsi. Gli altri incrociatori da battaglia bombardarono il porto di Lowestoft senza incontrare resistenza, ma, mentre si avvicinavano a Yarmouth, incontrarono gli incrociatori britannici della Harwich Force, ne seguì un breve scambio di artiglieria prima della ritirata delle forze britanniche. Le segnalazioni della presenza di sommergibili britannici nell'area, consigliò alla squadra di incrociatori da battaglia tedeschi di ritirarsi in acque più sicure. L'ammiraglio Scheer, che era stato avvertito dell'uscita in mare della Grand Fleet da Scapa Flow, ordinò alla flotta tedesca di ritirarsi.

### Battaglia dello Jutland

Schema della battaglia dello Jutland

Thüringen partecipò all'azione navale che portò alla battaglia dello Jutland del 31 maggio e primo giugno 1916. L'operazione aveva ancora lo scopo di attrarre una parte della Grand Fleet per annientarla in battaglia prima dell'intervento del grosso della flotta. Nella battaglia, la Thüringen era la seconda nave della I. Division del I Geschwader e la decima nave della linea, dietro l'ammiraglia di squadra l'Ostfriesland e davanti all'Helgoland. Il I. Geschwader costituiva il centro della linea, dietro le otto navi della classe König e della classe Kaiser del III Geschwader. Le sei pre-dreadnought della III. e IV. Division, II. Geschwader, formavano la retroguardia della formazione.
Poco prima delle ore 16:00 CET, gli incrociatori da battaglia del I. Aufklärungsgruppe incontrarono le navi omologhe del 1st Battlecruiser Squadron, al comando di David Beatty. Iniziò un duello di artiglierie che portò alla distruzione dell'Indefatigable, poco dopo le 17:00, e del Queen Mary, meno di mezz'ora dopo. A questo punto, gli incrociatori da battaglia tedeschi facevano rotta verso Sud per attirare le navi britanniche verso il grosso della Hochseeflotte. Per le 17:30, l'equipaggio della König, la nave da battaglia tedesca in avanguardia, avvistò sia il I. Aufklärungsgruppe sia il 1st Battlecruiser Squadron in avvicinamento. Gli incrociatori da battaglia tedeschi dirigevano a dritta mentre le navi britanniche erano sul lato di sinistra. Alle 17:45, Scheer ordinò una virata di due quarte a dritta per avvicinare le sue navi agli incrociatori britannici, e un minuto dopo, alle 17:46, fu dato l'ordine di aprire il fuoco.
Mentre le navi da battaglia dell'avanguardia aprivano il fuoco contro gli incrociatori da battaglia britannici, la Thüringen ed altre dieci navi, erano troppo distanti e presero di mira il 2nd Light Cruiser (2ª squadra incrociatori leggeri). Il Thüringen ed il SMS Kronprinz distribuirono il tiro sull'incrociatore HMS Dublin, senza però colpirlo. Il Thüringen fece fuoco per otto minuti ad una distanza compresa fra 17.000 a 19.000 m, utilizzando 29 proietti da 3005 mm. I cacciatorpediniere britannici HMS Nestor ed il HMS Nomad, che erano rimasti alla deriva dopo i primi scontri della battaglia derivavano proprio nella rotta della flotta tedesca avanzante. La Thüringen e tre altre navi da battaglia, distrussero il Nestor mentre altre navi del III Geschwader affondarono il Nomad. Appena dopo le 19:15, la nave da battaglia britannica Warspite entro nel raggio d'azione delle navi tedesche; la Thüringen aprì il fuoco alle 19:25 con tutte le batterie, ad una distanza compresa fra 9.700 e 10.800 m. La nave lanciò ventuno proietti da 305 mm e trentasette da 150 mm in cinque o sei minuti di fuoco, dopodiché la direzione di tiro della Thüringen perse di vista la Warspite, senza riuscire a mettere a segno alcun colpo. Quindi prese di mira la HMS Malaya. La Thüringen lanciò venti proietti di grosso calibro contro la Malaya, sempre senza mettere alcun colpo a segno, in sette minuti ad una distanza 12.900 m prima di obbedire all'ordine di invertire la rotta dell'ammiraglio per sfuggire alla flotta britannica.

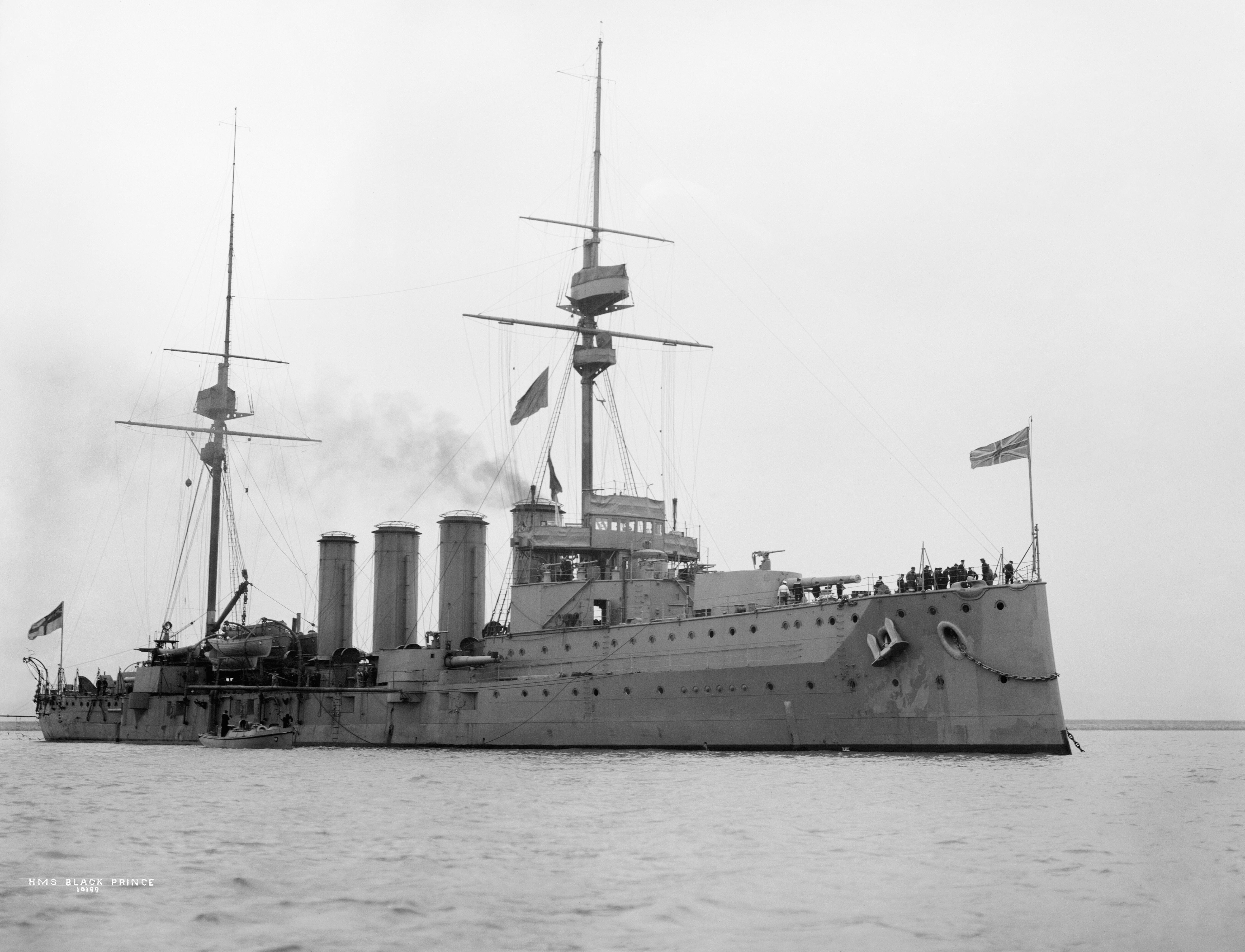
L'incrociatore corazzato Black Prince, venne scoperto e affondato dalla Thüringen

Per le 23:30, la Hochseeflotte aveva assunto la formazione di crociera notturna. La Thüringen era la settima nave della linea di 24 navi tedesche. Un'ora dopo, la linea tedesca incontrò una parte delle unità leggere della flotta britannica, ne seguì un violento scontro. Attorno alle 01:10, l'incrociatore corazzato Black Prince incappò nella linea tedesca. La Thüringen illuminò l'incrociatore con i suoi riflettori e lo investì con i suoi cannoni da 305 mm. La prima salva colpì il Black Prince vicino alla torretta di poppa, che fu strappata fuoribordo. La Thüringen sparò 10 colpi da 305 mm, ventisette da 150 mm, e ventiquattro da 88 mm. Al suo fuoco si unirono altre tre navi da battaglia tedesche, ed il Black Prince fu presto distrutto dalle esplosioni delle cariche. Circa un'ora dopo, la Thüringen avvistò quella che sembrava un incrociatore britannico della classe Birkenhead. Lanciò un bengala per illuminare l'incrociatore britannico ed aprì il fuoco con le batterie secondarie. La nave era in realtà il cacciatorpediniere Turbulent, il Thüringen sparò diciotto colpi da 150 mm e sei da 88 mm prima di lanciare un altro bengala. Il Turbulent apparve capovolto sul lato di dritta, ma rimase a galla e fu affondato successivamente dall'incrociatore tedesco SMS Regensburg ed i caccia SMS V71 ed SMS V73.
Nonostante la durezza degli scontri notturni, la Hochseeflotte forzò gli schieramenti delle forze leggere britanniche e raggiunse il faro di Horns Rev (costa ovest della Danimarca) alle 04:00 del 1º giugno. Poche ore dopo raggiunse Wilhelmshaven; la Thüringen, l'Helgoland, la Nassau, e la SMS Westfalen rimasero in posizione difensiva sugli accessi esterni e la Kaiser, la Kaiserin, la Prinzregent Luitpold, e la Kronprinz rimasero pronte all'ingresso del porto di Wilhelmshaven. L'Oldenburg e le altre sette navi da battaglia entrarono in porto, quelle in grado di combattere si apprestarono a rifornirsi. Durante la battaglia, la Thüringen sparò 107 colpi da 305 mm, 115 da 150 mm, e 22 da 88 mm, mentre la nave ed il suo equipaggio emersero dalla battaglia illesi.

#### Operazioni successive
Il 18 agosto, l'ammiraglio Scheer cercò di organizzare un'altra sortita come quella del 31 maggio. Il I.Aufklärungsgruppe avrebbe dovuto bombardare la città costiera inglese di Sunderland, nel tentativo di attirare e distruggere la squadra degli incrociatori da battaglia di David Beatty. Dato che il SMS Von der Tann ed il SMS Moltke erano i soli incrociatori da battaglia in condizioni operative, la nuova nave da battaglia, SMS Bayern, la Markgraf e la Grosser Kurfürst, furono temporaneamente distaccate al I. Aufklärungsgruppe per la missione. L'ammiraglio Scheer con il resto della Hochseeflotte, tra cui la Thüringen, avrebbe seguito in copertura. La Royal Navy venne a conoscenza della sortita e fece salpare la Grand fleet per intercettare le navi tedesche. Alle 14:35, Scheer fu avvisato dell'avvicinarsi delle navi britanniche, e non volendo affrontare di nuovo l'intera flotta britannica appena 11 settimane dopo la battaglia dello Jutland, si ritirò verso i porti tedeschi.
Il 25–26 settembre, la Thüringen con la sua squadra (I. Geschwader) ucì in mare a copertura di una sortita guidata dal comandante della seconda flotta di torpediniere (II Führer der Torpedoboote) verso le secche di Terschelling. Scheer condusse un'altra sortita con la flotta il 18–20 ottobre verso il Dogger Bank, ma il danneggiamento del timone impedì alla Thüringen dal parteciparvi. Per la maggior parte del 1917, la Thüringen fu assegnata ad attività di pattugliamento e sorveglianza del Golfo di Germania. Durante l'Operazione Albion, l'assalto anfibio alle isole russe del Golfo di Riga, la Thüringen e le tre sue pari classe furono inviate negli Stretti danesi per interdire un eventuale intervento britannico. Il 28 ottobre le quattro navi raggiunsero la baia di Puck, e da qui di diressero verso Arensburg il 29 di ottobre. Il 2 novembre l'operazione si concluse e la Thüringen e le altre navi della squadra iniziarono il viaggio di ritorno verso il Mare del Nord. Un'ultima sortita della flotta fu condotta da Sheer il 23–24 aprile 1918. La Thüringen, l'Ostfriesland, e la Nassau furono riunite in una forza speciale per l'operazione Schlußstein, un piano che prevedeva l'occupazione della città di San Pietroburgo. le tre navi raggiunsero il Baltico per il 10 agosto, ma l'operazione fu rinviata ed in seguito, cancellata. L'unità speciale fu sciolta il 21 agosto e le navi tornarono a Wilhelmshaven per il 23

### Destino finale
Thüringen e le tre pari classe, avrebbero dovuto partecipare all'ultima azione della Hochseeflotte. Dalla base di Wilhelmshaven, la flotta tedesca, si sarebbe diretta in forze contro le coste inglesi per affrontare la Grand Fleet; Scheer—ora il Großadmiral della flotta—si proponeva di infliggere il massimo dei danni alla flotta britannica, per ottenere migliori condizioni di resa, sacrificando la flotta tedesca. Ma, mentre la flotta si riuniva a Wilhelmshaven, i marinai, stanchi della guerra, iniziarono a disertare in massa. Il 24 ottobre 1918, fu dato l'ordine di salpare da Wilhelmshaven. Dalla notte del 29 ottobre, i marinai della Thüringen e di altre numerose navi si ammutinarono. I fuochisti spensero le caldaie e si rifiutarono di lavorare. Il giorno dopo, le torpediniere SMS B110 e SMS B112 ed il sommergibile SMU U-135 puntarono le loro armi contro la nave. Una buona parte dell'equipaggio, 314 marinai e 124 fuochisti, furono arrestati e sbarcati. Questi provvedimenti non fermarono, però, l'ammutinamento, che si diffuse a tutta la flotta. La rivolta degli equipaggi costrinse Hipper e Scheer ad annullare l'operazione. Informato dei fatti, il Kaiser commentò "Non ho più una marina".
In seguito alla resa della Germania nel novembre 1918, la maggior parte delle navi appartenenti alla Hochseeflotte, sotto il comando del contrammiraglio Ludwig von Reuter, furono condotte presso la base navale britannica di Scapa Flow. Mentre alla Thüringen ed alle sue tre pari classe, insieme alle quattro navi della classe Nassau, fu concesso di rimanere nei porti tedeschi durante i negoziati. La mattina del 21 giugno, la flotta britannica lasciò Scapa Flow per condurre delle esercitazioni in mare, e alle 11:20 Reuter trasmise l'ordine alle sue navi di autoaffondarsi. La Thüringen fu radiata il 16 dicembre 1918 ed utilizzata come nave-caserma. Fu cancellata dai registri della marina tedesca il 5 novembre 1919 e messa fuori servizio. Il fato delle rimanenti otto navi da battaglia tedesche fu fissato dal Trattato di Versailles, che stabiliva che le otto navi fossero disarmate e cedute agli Alleati. La Thüringen fu ceduta alla marina francese il 29 aprile 1920 con la denominazione "L". Un equipaggio tecnico la condusse a Cherbourg per la consegna alle autorità francesi. La Thüringen fu utilizzata, per un breve periodo, come nave-bersaglio ed affondata davanti a Gâvres. Affondata su di un basso fondale, fu parzialmente demolita in situ tra il 1923 ed il 1933, grandi parti del relitto ancora rimangono davanti alla costa francese.

### Riferimenti
1. 1 2 3 4 5  Staff (Volume 1), p. 44.
2. 1 2 3  Gröner, p. 24.
3. ↑  Staff (Volume 1), p. 36.
4. ↑  Hildebrand Röhr & Steinmetz, p. 231.
5. 1 2 3 4 5  Gröner, p. 25.
6. ↑  Gardiner & Gray, p. 146.
7. 1 2 3 4 5 6 7 8  Staff (Volume 1), pp. 43-44.
8. ↑  Staff (Volume 1), p. 8.
9. ↑  Hildebrand Röhr & Steinmetz, p. 230.
10. ↑  Staff (Volume 1), p. 11.
11. ↑  Staff (Volume 2), p. 14.
12. ↑  Heyman, p. xix.
13. ↑  Staff (Volume 1), pp. 11, 43.
14. ↑  Garland & Garland, p. 669.
15. ↑  Herwig, pp. 149-150.
16. ↑  Tarrant, pp. 31-33.
17. ↑  Tarrant, p. 38.
18. ↑  Tarrant, p. 43.
19. ↑  Halpern, p. 196.
20. ↑  Halpern, pp. 197-198.
21. ↑  Herwig, p. 161.
22. ↑  Tarrant, p. 50.
23. ↑  Tarrant, p. 53.
24. ↑  Tarrant, p. 54.
25. ↑  Tarrant, p. 286.
26. ↑  Tarrant, pp. 94-95.
27. ↑  Tarrant, pp. 100-101.
28. ↑  Tarrant, p. 110.
29. ↑  Campbell, p. 54.
30. ↑  Campbell, p. 99.
31. ↑  Tarrant, p. 114.
32. ↑  Campbell, p. 101.
33. ↑  Campbell, p. 154.
34. ↑  Campbell, p. 155.
35. ↑  Campbell, p. 275.
36. ↑  Campbell, p. 290.
37. ↑  Campbell, p. 293.
38. ↑  Tarrant, pp. 246-247.
39. ↑  Tarrant, p. 263.
40. ↑  Tarrant, p. 292.
41. ↑  Staff, p. 30.
42. ↑  Massie, p. 682.
43. ↑  Massie, p. 683.
44. 1 2  Staff (Volume 1), pp. 43, 46.
45. 1 2 3 4  Staff (Volume 1), p. 46.
46. ↑  Staff (Volume 1), pp. 44, 46.
47. ↑  Tarrant, pp. 280-281.
48. ↑  Tarrant, pp. 281-282.
49. 1 2  Tarrant, p. 282.
50. ↑  Herwig, p. 252.
51. ↑  Staff (Volume 1), pp. 26-46.
52. ↑  Herwig, p. 256.
53. ↑  Trattato di Versailles parte V, articolo 185.